# Dolj (distrikt)
Dolj er et distrikt i Oltenien i Rumænien med 734.231 (2002) indbyggere. Hovedstad er byen Craiova.

## Byer
- Craiova
- Băileşti
- Calafat
- Bechet
- Dăbuleni
- Filiaşi
- Segarcea

## Kommuner
| - Afumaţi - Almăj - Amărăştii de Jos - Amărăştii de Sus - Apele Vii - Argetoaia - Bârca - Bistreţ - Botoşeşti-Paia - Brabova - Brădeşti - Braloştiţa - Bratovoeşti - Breasta - Bucovăţ - Bulzeşti - Călăraşi - Calopăr - Caraula | - Cârcea - Cârna - Carpen - Castranova - Catane - Celaru - Cerăt - Cernăteşti - Cetate - Cioroiaşi - Ciupercenii Noi - Coşoveni - Coţofenii din Dos - Coţofenii din Faţă - Daneţi - Desa - Dioşti - Dobreşti - Dobroteşti | - Drăgoteşti - Drănic - Fărcaş - Galicea Mare - Galiciuica - Gângiova - Gherceşti - Ghidici - Ghindeni - Gighera - Giubega - Giurgiţa - Gogoşu - Goicea - Goieşti - Greceşti - Întorsura - Işalniţa - Izvoare | - Leu - Lipovu - Măceşu de Jos - Măceşu de Sus - Maglavit - Malu Mare - Mârşani - Melineşti - Mischii - Moţăţei - Murgaşi - Negoi - Orodel - Ostroveni - Perişor - Pieleşti - Piscu Vechi - Pleniţa - Pleşoi | - Podari - Poiana Mare - Predeşti - Radovan - Rast - Robăneşti - Rojişte - Sadova - Sălcuţa - Scăeşti - Seaca de Câmp - Seaca de Pădure - Secu - Siliştea Crucii - Şimnicu de Sus - Sopot - Tălpaş - Teasc - Terpeziţa | - Teslui - Ţuglui - Unirea - Urzicuţa - Valea Stanciului - Vârtop - Vârvoru de Jos - Vela - Verbiţa |

## Demografi
44°10′N 23°42′Ø / 44.17°N 23.7°Ø